# 자키르 나익
자키르 압둘 카림 나익 (Zakir Abdul Karim Naik, 1965년 10월 18일 - )은 인도의 대중 언변가이자 작가로 이슬람 근본주의자로 악명이 높다. 이슬람교에 대해 정통한 자로서 그는 외과 의사이기도 하다. 1991년부터 이슬람 설교에 나서고 있다.
이슬람 연구 재단의 이사장이자 설립자이기도 하며이 재단은 비영리기구로서 생방송으로 뭄바이에서 종교 활동을 하는 방송국이다. 뭄바이 국제 학교 설립자이기도 하다.

## 생애
그는 1965년 10월 18일 뭄바이에서 태어났으며 그의 선조는 코카니 민족이다. 그는 성 베드로 고등학교를 졸업했으며 후에 대학에서 의학을 공부하다 벨기에로 가 더 공부했다. 뭄바이로 와서 토피왈라 국립 의학대학병원에서 일하기 시작했다. 후에 뭄바이 대학교에서 MBBS 학위를 받았으며 이슬람 종교 활동에 착수하기 시작했다. 그의 아버지 또한 의사였는데 의사로서 그는 명성이 높은 사람이었다. 아버지를 이어 일을 하다 자키르는 다른 자유를 꿈꾸게 됐고 부유한 배경 속에서 다른 활동을 하고 싶었다. 이 때문에 이슬람교 설법에 나서게 됐고 현재 저명한 설법자로서 자리하게 됐다. 이슬람 설교자로서는 가장 넓은 영역을 지닌 사람이기도 하며 이는 이슬람 세계 전체를 포괄할 정도로 크다고 한다.
사회학자이자 여러 대학에서 겸임 교수를 맡고 있는 토마스 블롱 한센은 나익의 꾸란과 하디스 설법 및 서술 방식에 대해 설명하면서 이슬람 학자들과 여러 토론을 진행했다. 이 때문에 그가 더욱 높은 명성을 얻게 됐는데 대개 수백명의 군중 앞에서 설법하지만 그의 설법이 비디오로 여러 나라에 전해지면서 영어로도 만들어졌고 주말마다 뭄바이 케이블 방송으로 방영되게 됐다. 그는 이슬람 문명과 근대 과학, 이슬람과 기독교 등 여러 주제에 대해 다루는 학자이다.